# Louis Lortie
Louis Lortie, né à Montréal le 27 avril 1959, est un pianiste canadien.

## Biographie
Louis Lortie commence l'apprentissage du piano à sept ans, et étudie avec différents professeurs à l'École normale de musique de Montréal.
Élève d'Yvonne Hubert (elle-même élève d'Alfred Cortot) à Montréal, du spécialiste de Beethoven Dieter Weber à Vienne et du disciple de Schnabel Leon Fleisher, il remporte le premier prix au Concours international de piano Ferruccio Busoni 1984 et est la même année lauréat du Concours International de Piano de Leeds. Il se lance dès lors dans une carrière internationale qui le maintient depuis en demande sur les cinq continents.

## Carrière

### Orchestre
Il établit des partenariats à long terme avec des orchestres tels que le BBC Symphony Orchestra, le BBC Philharmonic, l'Orchestre National de France et la Dresdner Philharmonie en Europe, l'Orchestre de Philadelphie, l'Orchestre symphonique de Dallas, le San Diego Symphony et l'Orchestre symphonique de Saint-Louis aux États-Unis, et les orchestres symphoniques de Toronto, Vancouver, Montréal, Ottawa et Calgary au Canada. Plus loin, il a collaboré avec l'Orchestre symphonique de Shanghai, où il a également été artiste en résidence, ainsi que l'Orchestre philharmonique de Hong Kong, l'Orchestre symphonique national de Taïwan et des orchestres symphoniques d'Adélaïde et de Sydney.
Il entretient régulièrement des partenariats avec des chefs d'orchestre tels que Yannick Nézet-Séguin, Edward Gardner, Sir Andrew Davis, Jaap van Zweden, Simone Young, Antoni Wit et Thierry Fischer.

### Récitals et musique de chambre
Il s'est produit dans des salles de concert et des festivals à travers l'Europe et l'Amérique du Nord.

### LacMus Festival
Il est le cofondateur et le directeur artistique du LacMus Festival, sur le lac de Côme.

### Chapelle Musicale Reine Elisabeth
Il a été Maître en résidence à la Chapelle Musicale Reine Elisabeth à Waterloo de 2017 à 2022.

## Label
Une relation de trente ans avec Chandos Records a produit un catalogue de plus de quarante-cinq enregistrements à ce jour, couvrant le répertoire de Mozart à Stravinsky. Il comprend un cycle complet de sonates de Beethoven, l'intégrale des Années de pèlerinage de Liszt. Les projets en cours comprennent l'intégrale de l'œuvre pour piano de Chopin, les cinq concertos pour piano de Saint-Saëns et une attention particulière aux œuvres pour piano de Fauré, auxquelles il a apporté une lumière nouvelle. Champion de la musique du XXe siècle, sa discographie comprend un enregistrement très apprécié du concerto pour piano de Lutoslawski avec Edward Gardner et le BBC Philharmonic.

## Enregistrements
Explorant le concerto pour piano de Vaughan Williams, il a enregistré les deux versions, la version originale avec Peter Oundjian et le Toronto Symphony Orchestra et la version retravaillée par le compositeur pour deux pianos avec sa partenaire de duo Hélène Mercier, avec le Bergen Philharmonic Orchestra et Andrew Davies. En duo, Louis Lortie et Hélène Mercier ont également enregistré Le Carnaval des animaux, avec Neeme Järvi et le Bergen Philharmonic Orchestra, et l'intégrale des œuvres de Rachmaninov pour deux pianos. En 2018 et 2019, il enregistre avec le BBC Philarmonic, sous la direction de Edward Gardner l'intégrale des concertos pour piano et orchestre, l' Allegro appassionato Op.70 et la Rapsodie d'Auvergne Op.73 de Camille Saint-Saëns. 2 CD Chandos. En 2022, il enregistre avec Helene Mercier des œuvres de Debussy pour 2 pianos et 4 mains. 

## Honneurs
- 1984 - Premier prix au Concours international de piano Ferruccio Busoni[1]
- 1984 - Quatrième place au concours international de piano de Leeds
- 1984 - Prix Virginia P. Moore, décerné par le Conseil des Arts du Canada
- 1987 - Nommé « Interprète de l'année », par le Conseil canadien de la musique
- 1990 - Prix Juno pour le meilleur album classique, 20th Century Original Piano Transcriptions
- 1991 - Prix hollandais Edison pour son enregistrement de diverses variations de Beethoven
- 1992 - Prix Juno pour le meilleur album classique, Liszt : Années De Pèlerinage
- 1992 - Chevalier de l'Ordre du Canada
- 1993 - Prix Juno pour le meilleur album classique, Beethoven : Sonates pour piano
- 1994 - Prix Juno pour le meilleur album classique, Beethoven : Sonates pour piano, Opus 10, No 1-3
- 1995 - Officier de l'Ordre du Canada
- 1997 - Chevalier de l'Ordre national du Québec
- 2002 - Prix Opus, interprète de l’année
- 2010 - Finaliste aux prix Juno pour son enregistrement des Concertos pour piano 1 & 2 de Mendelssohn avec l'Orchestre symphonique de Québec